# Nico Franke
Nico Franke (* 13. September 1999 in Rinteln) ist ein deutscher Crossminton (früher Speed-Badminton)-Spieler. Franke wurde 2015 Weltmeister, 2016 Europameister und 2015 und 2016 Deutscher Meister, jeweils in der U18-Jugend Kategorie. 
Franke gewann im März 2017 sein erstes Turnier in der Open-Division in Hessisch Oldendorf, wo er auch wohnhaft ist. Neben seiner Sportkarriere ist Nico Franke Gesellschafter bei DogMall.

## Karriere
(Quelle:)

### 2012
Nico Franke startet 2012 das erste Mal bei einem Turnier der ISBO World-Serie. In der U14 in Wolfsburg holte er den 3. Platz.

### 2014
Bei der Europameisterschaft 2014 wurde Nico Franke an der Seite seines Bruders Maximilian, Vize-Europameister in der U18 Doppel Kategorie.

### 2015
Bei der Weltmeisterschaft 2015 wurde Nico Franke an der Seite seines Bruders Maximilian, Vize-Weltmeister in der U18 Doppel Kategorie.
Außerdem konnte er 2015 seinen ersten großen Titel, den Weltmeistertitel gewinnen.

### 2016
2016 wurde Nico Franke in Frankreich Europameister, und erstmals Nummer 1 der U18 Weltrangliste.

### 2017
Im Jahr 2017 wurde Nico Franke erstmals in das Team Speedminton aufgenommen. Sportlich erreichte Nico den nächsten Durchbruch. Er holt den ersten Titel in der Open Division auf heimischen Boden bei den Weserbergland Open. Einen weiteren Titel konnte er bei dem in Berlin ausgetragenen Fuchsbau Multicourt Cup gewinnen. Bei der Weltmeisterschaft 2017 wurde Nico Franke Vize-Weltmeister im Einzel U18 und im Doppel U18 (mit Philip Richter).

## Weltmeisterschaften

### 2017 – WarschauPolen
| Medaille | Kategorie           | Belag | Finalgegner                | Ergebnis       | Partner(In)    |
| -------- | ------------------- | ----- | -------------------------- | -------------- | -------------- |
| Silber   | U18 männlich        | Sand  | Jasa Jovan                 | 11:16 9:16     | /              |
| Silber   | U18 männlich Doppel | Sand  | Klemens Utzel / Malte Koch | 16:9 7:6 12:16 | Philip Richter |

### 2015 – BerlinDeutschland
| Medaille | Kategorie           | Belag | Finalgegner                 | Ergebnis | Partner(In)       |
| -------- | ------------------- | ----- | --------------------------- | -------- | ----------------- |
| Gold     | U18 männlich        | Rasen | Spanien                     | /        | /                 |
| Silber   | U18 männlich Doppel | Rasen | Adam Kakula / Patrick Turna | /        | Maximilian Franke |

### 2013 – BerlinDeutschland
| Medaille | Kategorie    | Belag | Finalgegner | Ergebnis | Partner(In) |
| -------- | ------------ | ----- | ----------- | -------- | ----------- |
| Bronze   | U14 männlich | Sand  | /           | /        | /           |

## Europameisterschaften

### 2016 – BrestFrankreich
| Medaille | Kategorie            | Belag | Finalgegner         | Ergebnis   | Partner(In)       |
| -------- | -------------------- | ----- | ------------------- | ---------- | ----------------- |
| Gold     | U18 männlich         | Hart  | Szymon Andrzejewski | 16:12 16:8 | /                 |
| 5. Platz | Open Division Doppel | Hart  | /                   | /          | Maximilian Franke |

### 2014 – WarschauPolen
| Medaille  | Kategorie           | Belag | Finalgegner                 | Ergebnis | Partner(In)       |
| --------- | ------------------- | ----- | --------------------------- | -------- | ----------------- |
| 13. Platz | U18 männlich        | Sand  | /                           | /        | /                 |
| Silber    | U18 männlich Doppel | Sand  | Adam Kakula / Patrick Turna | /        | Maximilian Franke |